# التغذية الراجعة السمعية المتأخرة
التغذية الراجعة السمعية المتأخرة أو تأخر ردود الفعل السمعية (بالإنجليزية: Delayed auditory feedback)‏ (تعرف اختصارًا بـDAF)، والتي تسمى أيضًا النغمة الجانبية المتأخرة، هي نوع من التغذية الراجعة السمعية المعدّلة التي تتضمن تمديد الوقت بين الكلام والإدراك السمعي. يمكن أن تتكون من جهاز يتيح للمستخدم التحدث في ميكروفون ثم سماع صوته في سماعات الرأس بعد جزء من الثانية. بعض أجهزة DAF هي أجهزة مادية؛ كما يتوفر أيضًا برنامج كمبيوتر لـDAF. معظم التأخيرات التي تنتج تأثيرًا ملحوظًا تتراوح بين 50 إلى 200 مللي ثانية (ms). وقد ثبت أن استخدام DAF (بمعدل التأخير حوالي 175 مللي ثانية) يسبب إجهادًا عقليًا.
إنها نوع من التغذية الراجعة السمعية المعدّلة التي تستخدم - جنبًا إلى جنب مع التغذية الراجعة المعدلة بالتردد وإخفاء الضوضاء البيضاء- لعلاج التلعثم. كما أظهرت أيضًا اكتشافات مثيرة للاهتمام حول نظام التغذية الراجعة السمعية عند استخدامها مع الأفراد غير المصابين بالتلعثم. ويكون أكثر فعالية عند استخدامه في كلتا الأذنين. تُستخدم أجهزة التغذية الراجعة السمعية المتأخرة في تجارب إدراك الكلام من أجل إثبات أهمية التغذية الراجعة السمعية في إدراك الكلام وكذلك في إنتاج الكلام.
توجد أيضًا في الوقت الحالي تطبيقات جوال مختلفة تستخدم DAF في المكالمات الهاتفية.

## التأثيرات على الأشخاص المصابين بالتلعثم
تَستخدم أجهزة الطلاقة الإلكترونية التغذية الراجعة السمعية المتأخرة وقد استخدمت كتقنية للمساعدة في علاج التلعثم، وهذا الأخير هو اضطراب يعوق الإنتاج السلس للكلام. بعض الأعراض التي تميز اضطراب التلعثم تشمل التكرارات، والإطالات، والتوقفات. اقترح الباحثون الأوائل، وقد أثبتت الدراسات صحة افتراضهم، أن الأشخاص الذين يعانون من التلعثم لديهم حلقة تغذية راجعة سمعية غير طبيعية يتم تصحيحها أو تجاوزها أثناء التحدث تحت تأثير DAF. على وجه التحديد، كشفت دراسات التصوير العصبي للأشخاص الذين يعانون من التلعثم عن وجود تشوهات في عدة مسارات في الفص الجبهي والصدغي، ويُعتقد أنها تؤثر على الاتصال بين مناطق الكلام (الحركية الأولية) والمناطق السمعية. يتوافق ما سبق مع الدراسات السلوكية التي توضح أن المصابين بالتلعثم يظهرون استجابات حركية تعويضية منخفضة للاضطرابات غير المتوقعة في التغذية الراجعة السمعية.
آلية عمل DAF هي تقليل سرعة الكلام بطريقة تجعل كلما زاد وقت التأخير، زاد تقليل السرعة. وقد اقترح أن تقليل معدل الكلام هو الذي ينتج الطلاقة عند استخدام DAF، ومع ذلك، فقد ثبت في دراسات أخرى أن معدل التحدث البطيء ليس شرطًا أساسيًا لتحسين الطلاقة تحت تأثير DAF. علاوة على ذلك، يُعتقد أن DAF يستمر في زيادة الطلاقة على مدى فترة طويلة من الزمن، لكن التقارير حول التأثيرات طويلة الأمد غير متسقة. هذا لأن بعض الحالات أظهرت فائدة مستمرة ولكن صغيرة، بينما في حالات أخرى لم يتم العثور على فائدة كبيرة من البداية ولم يستمروا في استخدام DAF. وقد أثبتت الملاحظات السريرية أن DAF قد يكون أقل فعالية لدى الأشخاص الذين يعانون من إخفاقات في الطلاقة يتمثل في الغالب في التوقفات مقارنةً بالأشخاص الذين يعانون في الغالب من التكرارات والإطالات. لدى الأشخاص الذين يعانون من التلعثم مع تشريح سمعي غير طبيعي، تعمل تقنية DAF على تحسين الطلاقة، ولكن ليس لدى الأشخاص الذين لديهم تشريح سمعي طبيعي. يُستخدم DAF أيضًا مع الأشخاص الذين يعانون من اضطراب التلعثم السريع. تشمل تأثيراته تباطؤ الكلام مما يمكن أن يؤدي إلى زيادة الطلاقة للأشخاص الذين يعانون من اضطراب الكلام السريع وأيضًا زيادة الوعي بالمقاطع الصوتية.

## التأثيرات على الأشخاص غير المصابين بالتلعثم
وقد نظرت الدراسات الحديثة في تأثيرات DAF على الأشخاص الذين لا يعانون من التلعثم لمعرفة ما يمكن أن تثبته حول بنية المسارات السمعية واللفظية في الدماغ.
تشمل التأثيرات غير المباشرة للتغذية الراجعة السمعية المتأخرة لدى الأشخاص الذين لا يعانون من التلعثم، تقليل معدل الكلام، وزيادة الشدة، وزيادة التردد الأساسي التي تحدث للتغلب على تأثيرات التغذية الراجعة. تكرار المقاطع الصوتية، الأخطاء في النطق، الحذف، وحذف نهايات الكلمات. غالبًا ما يُشار إلى هذه التأثيرات المباشرة باسم "التلعثم الاصطناعي".
وقد وجدت الدراسات أن الأطفال الذين تتراوح أعمارهم بين 4 و6 سنوات يعانون من اضطراب أقل في الكلام مقارنة بالأطفال الذين تتراوح أعمارهم بين 7 و9 سنوات تحت تأخير قدره 200 ثانية.  حيث يتعرض الأطفال الأصغر سنًا إلى أقصى اضطراب عند حوالي 500 مللي ثانية بينما الأطفال الأكبر سنًا حوالي 400 مللي ثانية. ينتج عن تأخير قدره 200 مللي ثانية أقصى اضطراب عند البالغين. كما تشير البيانات التي جُمِعت من هذه الدراسات، إلى أن التأخير المطلوب لأقصى اضطراب يقل مع العمر. ومع ذلك، فإنه يزيد مرة أخرى بالنسبة لكبار السن، إلى 400 مللي ثانية.
تظهر الفروق بين الجنسين في DAF عدم وجود فرق أو تشير إلى أن الرجال يتأثرون عمومًا أكثر من النساء، مما يشير إلى أن أنظمة التغذية الراجعة في عملية مراقبة الصوت قد تكون مختلفة بين الجنسين.
عمومًا، يتأثر المتحدثون السريعون والطليقون بشكل أقل بـDAF مقارنة بالمتحدثين البطيئين والأقل طلاقة. بالإضافة إلى ذلك، فإن المتحدثين الأكثر سرعة وطلاقة يتعرضون لأقصى اضطراب عند وقت تأخير أقصر، في حين أن المتحدثين الأكثر بطئًا يتعرضون لأقصى اضطراب عند أوقات تأخير أطول.
أظهرت الدراسات باستخدام النمذجة الحاسوبية والتصوير بالرنين المغناطيسي الوظيفي (fMRI) أن المناطق الصدغية الجدارية تعمل كنظام مراقبة ذاتي واعٍ لدعم نظام إنتاج الكلام التلقائي. كما أن الإسقاطات من خلايا الخطأ السمعي في القشرة الصدغية العليا الخلفية التي تذهب إلى خلايا التصحيح الحركي في القشرة الأمامية اليمنى تلعب دورًا في التحكم في التغذية الراجعة السمعية للكلام.

## التأثيرات على غير البشر
تتعلم العصافير المغردة الصغيرة الغناء بواسطة التعلم الحسي. حيث تحفظ الأغاني ثم تمارس التعلم الحركي الحسي أثناء الممارسة الصوتية. تكون الأغاني المنتجة أثناء التعلم الحسي الحركي أكثر تنوعًا وتعتمد على التغذية الراجعة السمعية على عكس الأغاني التي تنتجها العصافير البالغة من طيور البرقش (zebra finches) وطيور البنغال، على سبيل المثال، حيث تحتاج إلى التغذية الراجعة للحفاظ على استقرار أغانيها، ويؤدي فقدان السمع لدى هذه الأنواع إلى تدهور الأغاني.
أظهرت الأبحاث أن التغذية الراجعة السمعية المتأخرة المستمرة لدى عصافير البرشق المغردة (زيبرا فنتش) تؤدي إلى تغيير توقيت مقاطع الأغاني، مما يشير إلى أن DAF يمكن أن يغير البرنامج الحركي لتوليد توقيت المقاطع خلال فترات قصيرة، بشكل مشابه للتأثيرات التي لوحظت لدى البشر. بالإضافة إلى ذلك، يُستخدم DAF في التجارب لقطع التغذية الراجعة السمعية بشكل انتقائي، حيث يؤدي تعرض عصافير البرشق البالغة إلى تدهور أغانيها، وعند إيقافها تتعافى. نظرًا لأن DAF قابل للعكس ودقيق، يمكن تطبيقه وتوجيهه إلى مقاطع محددة داخل الأغنية بحيث يتدهور فقط المقطع المستهدف بينما لا تتأثر المقاطع المجاورة. علاوة على ذلك، يؤدي DAF المعتمد على عتبات النغمة إلى تغييرات تكيفية في النغمة ويقلل من تداخل التغذية الراجعة لدى العصافير البالغة.